# Université Notre-Dame-de-Louaizé
L'université Notre-Dame-de-Louaizé (en anglais : Notre-Dame University ou NDU) est une université libanaise située à Zouk Mosbeh. C'est une université privée à but non lucratif, basée sur le système académique américain.

## Historique
Son histoire commence en 1978 avec le Louaize Center for Higher Education (LCHE). Par la suite, l'université est établie en 1987 par l'Ordre maronite de la Sainte Vierge (décret no 4116 du 14/8/1987). L'ordre religieux y avait déjà créé dans les années 1930, l'école Notre-Dame-de-Louaizé, qui formait les futurs séminaristes.
Son président est le père Bechara Khoury.
Elle compte environ 5 000 étudiants. Les cours sont assurés en anglais et en arabe.

## Organisation
Les différentes facultés sont :
- Sciences humaines
- Sciences naturelles et appliquées
- Ingénierie : civile – architecture – électrique depuis - Petrochimie1996
- Gestion et sciences économiques.
- Droit, Sciences administratives, politiques et de diplomatie depuis 1999
- Faculté d'architecture, de conception et des beaux-arts, 1999
- Ingénierie de l'informatique et des télécommunications, 1996 puis 1999.